# Hamaliar Márton
Hamaliar Márton (Martinus Hamaliar, Bát, Hont megye, 1750. november 1. – Szarvas, 1812. augusztus 3.) evangélikus lelkész,  a Bányai evangélikus egyházkerület püspöke 1796-tól 1806-ig, egyházi író.

## Élete
Polgári szülők gyermeke. Középiskoláit Prándorfon, Selmecbányán, Gömörben, Lőcsén és Pozsonyban végezte. 1774 nyarán a jenai egyetemre ment, ahol a teológiai és bölcseleti tudományokban három évig képezte magát. Griesbach, Haller, Schmid, Succow és Ulrich előadásait hallgatta. Hazájába visszatérvén a Hellenbach családnál volt nevelő, azután Selmecbányán konrektor lett, mely hivatalában 1781-ig működött. Akkor a nagykürtösi (Nógrád megye) evangélikus egyház hívta meg, ahol március 6-án ordinálták papnak. 1784-ben Selmecre ment esperes-lelkésznek és ugyanott 1796. január 31-én bányakerületi szuperintendensnek választották meg. Az 1791-es nemzeti zsinatra mint a honti egyházmegye esperesét (senior) küldték ki. 1803-ban mindkét minőségben Szarvasra költözött. Mezőberényben felnőtt mezei munkások számára vasárnapi iskolát alapított. 1806. december 6-án szélütés érte és lemondott hivataláról.
Püspöki működése emlékezetes az ún. „Hamaliár-féle Utasítások”-ról, melyeket 1801-re készített el, s 1803-ban emelt egyházkerülete érvényre, 1863-ban pedig átdolgoztak a változott viszonyokhoz képest. Irodalmi téren is szorgalmasan dolgozott, s az 1801-ben alakult „Szlovák evangélikus irodalmi társaság” őt választotta elnökévé.

## Művei
- Materialien zum öffentlichen Religions-Unterricht in Kirchen und Schulen. Schemnitz, 1790.
- Der Sieg über die Versuchungen zur Sünde. Eine Predigt im 1790-ten Jahre Christi am 1. Sonntage in der Fasten vor der evangel. Gemeinde, von ihrem ordentlichen Lehrer M. H. abgehalten. Schemnitz.
- Trauer-Rede über den kläglichen Tod weyl. Sr. Majestät Leopold II. gehalten den 30. März 1792. Hely n.
- Die Verbindlichkeit… (Nagycsütörtöki prédikáció). (Selmecbánya, 1795)
- Epistola pastoralis superintendentis inclyti ac vener. districtus montani, ecclesiarum evangelicarum a. c. addictarum. Selmecz, 1796.
- Pořadek prác cirkewnych. Selmecz, 1798. (Tót Agenda.)
- Gratae mentis vota, quae pro salute ac incolumitate clar. vici Michaelis Járossy, dum nominis sui sacra salvus... recoleret, praecinente... devoti utriusque ordinis discipuli fuderunt. Selmecz, (1800.)
- De gradibus consangvinitatis et adfinitatis in matrimonio ad regulas juris canonici et benignas resolutiones regias examinandis et dijudicandis in gratiam tam theologiae quam juris studiosorum aliorumqne quorum interest scripsit. Neosolii, 1803.
- Pašíjove veršíky. Pozsony, 1805. (Passió versek).
- Dve nabožné písné. Pozsony, 1806.
- Hamaliár-féle utasitások, az ág. hitv. ev. bányakerület által bizottmányilag átnézett, az egyház jelen viszonyaihoz alkalmazott... Pest, 1863.
- Rát Mátyás emlékkönyvébe 1773 márciusában emléksorokat írt. (Ezen könyv megvan a Magyar Nemzeti Múzeum kézirattárában).
- Püspökké iktatásakor mondott latin beszéde, Járossy. Mihályhoz intézett üdvözlő verse (1800) és a Mossóci Institoris Mihály halálára írt gyászverse (1803)